# Evan McMullin

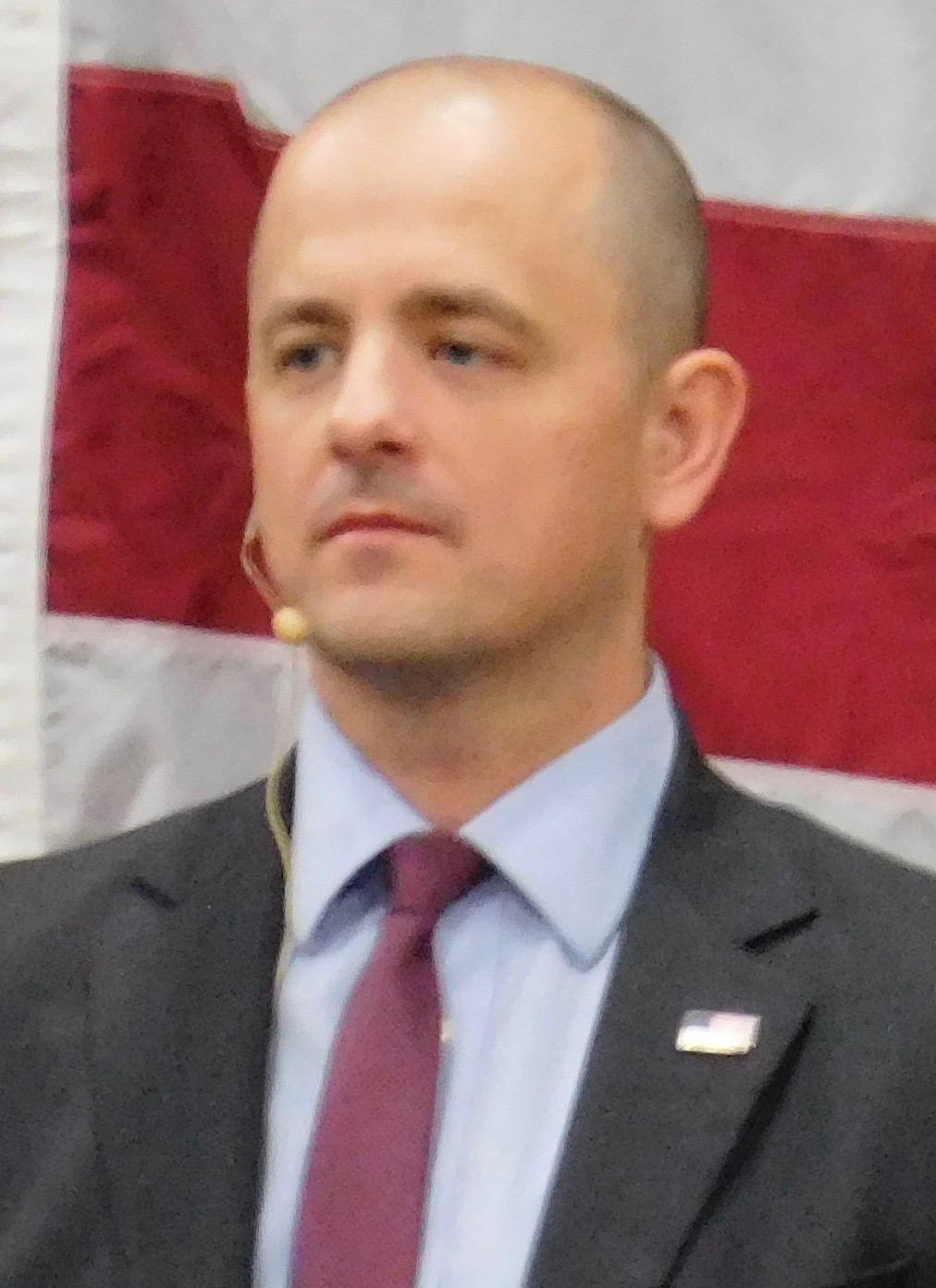
Evan McMullin, 2016

David Evan McMullin (* 2. April 1976 in Provo, Utah) ist ein US-amerikanischer Politiker und ehemaliger CIA-Agent. Er war bis zum 8. August 2016 Chefstratege der House Republican Conference, des Caucus der Republikanischen Partei im Repräsentantenhaus der Vereinigten Staaten, und kandidierte anschließend bei der Präsidentschaftswahl als Unabhängiger. 2022 tritt er bei der Senatswahl als unabhängiger Kandidat in Utah an.

## Leben
McMullin wurde am  2. April 1976 in Provo im US-Bundesstaat Utah geboren. An der dortigen mormonischen Brigham Young University studierte er internationales Recht und Diplomatie und erhielt einen Abschluss als Bachelor. Später machte er einen Master-Abschluss in Betriebswirtschaftslehre an der renommierten Wharton School der University of Pennsylvania. In Brasilien war er als mormonischer Missionar tätig.
McMullin arbeitete rund zehn Jahre lang als verdeckter Ermittler für die CIA, unter anderem in Syrien, in Jordanien und im Irak. Von 2011 bis 2013 war er Investment Banker bei Goldman Sachs; anschließend wurde er Chefstratege der House Republican Conference.

## Präsidentschaftswahl 2016

Rot: McMullin stand auf dem Wahlzettel; orange: McMullin war Einschreibkandidat; grau: McMullin war nicht wählbar

Am 8. August 2016 gab McMullin bekannt, in der auf den 8. November terminierten Wahl als Unabhängiger für das Amt des Präsidenten der Vereinigten Staaten anzutreten. Aufgrund der späten Kandidatur versäumte er die Termine zur Anmeldung in verschiedenen Bundesstaaten.
McMullin begründete seine Kandidatur mit dem fehlenden Vertrauen der Amerikaner in die offiziellen Kandidaten der beiden großen Parteien, Hillary Clinton und Donald Trump. Er biete sich selbst als eine Alternative für Millionen unzufriedener konservativer Wähler an.
Anfang Oktober wählte McMullin die 35-jährige Geschäftsfrau und Medienstrategin Mindy Finn als Running Mate für die Präsidentschaftswahl, das heißt als Unterstützerin im Wahlkampf und Kandidatin für das Vizepräsidentenamt.
Als Hauptziel McMullins galt die Verhinderung Trumps als US-Präsident. Seinen Wahlkampf konzentrierte er auf seinen Heimatstaat Utah, einen mormonisch und traditionell konservativ geprägten und daher den Republikanern zuneigenden Staat. In der zweiten Oktoberhälfte lag er dort in Umfragen ungefähr gleichauf mit dem Kandidaten der Republikaner. Mit einem Sieg hätte er Trump sechs Wahlmänner wegnehmen und bei einem knappen Ausgang sogar per Abstimmung im Repräsentantenhaus Präsident werden können. Letztendlich erhielt er jedoch nur 20,4 Prozent der Stimmen in Utah; Trump kam auf 46,8 Prozent und gewann bundesweit eine Mehrheit der Wahlmänner. Insgesamt konnte McMullin 731.788 Stimmen (0,54 Prozent) gewinnen und lag damit unter allen Kandidierenden an fünfter Stelle. Wahlstimmen im Electoral College erhielt er allerdings keine. Später bezeichnete er Trump als Gefahr für die US-amerikanische Verfassung und rief in der New York Times zur überparteilichen Opposition auf.

## Senatswahl 2022
McMullin tritt als unabhängiger Gegenkandidat gegen den republikanischen Amtsinhaber Mike Lee bei der Senatswahl 2022 an. Zwar spielen Kandidaten, die keiner der zwei großen Parteien angehören, in der Vereinigten Staaten in der Regel eine vernachlässigbare Rolle, allerdings stimmten die Delegierten des Parteitages der Demokratischen Partei in Utah dafür, keinen eigenen Kandidaten aufzustellen und stattdessen McMullin zu unterstützen. Utah ist eine republikanische Hochburg, so dass die Chancen für einen demokratischen Kandidaten als äußerst gering eingeschätzt werden. Der andere Senator von Utah, Mitt Romney, sprach keine Wahlempfehlung für seinen Parteikollegen Lee aus. Lee ist ein enger Vertrauter von Trump und unterstützte ihm bei dessen Vorhaben, die Zertifizierung der Wahl von Joe Biden zu verhindern. Allerdings deuteten einige Umfragen im Sommer auf eine enge Wahl zwischen Amtsinhaber Mike Lee und McMullin hin. Anfang November konnte Lee seinen Vorsprung aber auf 10–20 Prozentpunkte ausbauen. Lee siegte vor McMullin schlussendlich mit einem Vorsprung von 10,4 Prozentpunkten.